# Peter Albers (Schauspieler)
Peter Albers (* 1958 in München) ist ein deutscher Schauspieler, hauptsächlich im Bereich Theater tätig, aber auch mit einigen Nebenrollen in Fernsehserien und Fernsehfilmen.

## Leben
Peter Albers studierte von 1980 bis 1984 an der Hochschule für Musik, Theater und Medien Hannover. Noch während des Studiums debütierte er 1982 am Staatstheater Hannover, wo er bis 1992 im Ensemble engagiert war. Anschließend war er als Gast am Schauspielhaus Düsseldorf, am Bayerischen Staatsschauspiel München und am Staatstheater Hannover tätig. Von 1996 bis 2011 war er Ensemblemitglied des Bayerischen Staatsschauspiels. Seitdem gehört er unter anderem dem Ensemble der Burgfestspiele Bad Vilbel an.
In der Rolle des Dieners Brassett in Brandon Thomas’ Lustspiel Charleys Tante gastierte Albers in der Spielzeit 2021/22 zum ersten Mal am Hamburger Ernst-Deutsch-Theater.

## Theater
- 1982–1992: Staatstheater Hannover
- 1992–1996: Schauspielhaus Düsseldorf
- 1996–2011: Bayerisches Staatsschauspiel

## Filmografie
- 1984: Der Todesspringer (Kinospielfilm) – Regie: Benno Trautmann
- 1995: Freunde fürs Leben (Fernsehserie, 1 Episode)
- 1995: Verbotene Liebe (Fernsehserie, 7 Episoden)
- 2004: Der Kaufmann von Venedig (TV-Spielfilm) – Regie: Hans-Klaus Petsch
- 2010: Liebe vergisst man nicht (TV-Spielfilm) – Regie: Matthias Tiefenbacher
- 2011: Der Kaiser von Schexing
- 2013: Die Rosenheim-Cops (Fernsehserie, 1 Episode)
- 2013: Beste Bescherung (TV-Spielfilm) – Regie: Rainer Kaufmann
- 2015: Sturm der Liebe (Fernsehserie, 8 Episoden als Sigurd Oefele)